# 언리튼 로
언리튼 로(Unwritten Law)는 미국 캘리포니아주 포웨이 출신 록 밴드이다.

## 구성원
- 스콧 루소(Scott Russo) - 보컬
- 스티브 모리스(Steve Morris) - 기타, 배킹 보컬
- 팻 "PK" 킴(Pat "PK" Kim) - 베이스 기타, 배킹 보컬
- 토니 팔레르모(Tony Palermo) - 드럼

### 이전 멤버
- 존 벨(John Bell) - 베이스 기타 (1991년 ~ 1998년)
- 웨이드 유먼(Wade Youman) - 드럼 (1991년 ~ 2003년)
- 롭 브루어(Rob Brewer) - 기타 (1991년 ~ 2005년)

## 음반 목록
- 《Blue Room》(1994년)
- 《Oz Factor》(1996년)
- 《Unwritten Law》(1998년)
- 《Elva》(2002년)
- 《Music in High Places》(2003년)
- 《Here's to the Mourning》(2005년)
- 《The Hit List》(2007년)